# Randolph L. Braham

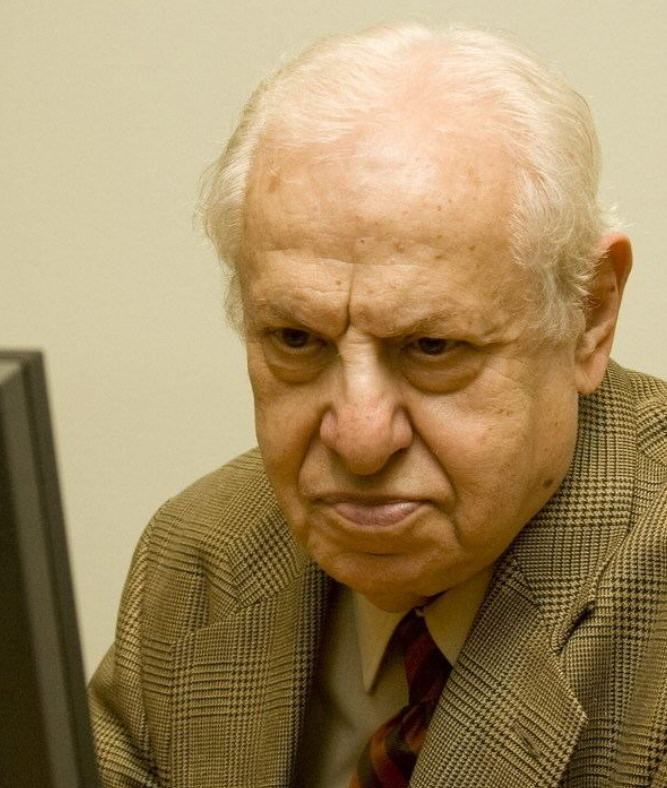
Randolph L. Braham

Randolph Louis Braham (geboren 20. Dezember 1922 in Bukarest als Adolf Ábrahám; gestorben 25. November 2018 in New York City) war ein US-amerikanischer Historiker, der vornehmlich zum Holocaust in Ungarn geforscht hat.

## Leben
Brahams Vater hatte seinen Namen Itzig Leib in Lajos Ábrahám magyarisiert.
Adolf Ábrahám wuchs in der Heimatstadt der Eltern im siebenbürgischen (Erdély) Dej auf, das 1940 mit dem Zweiten Wiener Schiedsspruch wieder an Ungarn kam. Dort besuchte Ábrahám die jüdische Grundschule und die Petru Rares Mittelschule und machte eine Tischlerlehre. Auf Grund der ungarischen Judengesetze wurde Ábrahám nicht in die Königlich Ungarische Armee eingezogen, sondern wurde 1943 für die Zwangsarbeitstruppe Munkaszolgálat rekrutiert und in der Etappe der ungarischen Armee in der von den Deutschen, Rumänen und Ungarn eroberten Ukraine eingesetzt. Beim Vormarsch der Roten Armee kam er in sowjetische Kriegsgefangenschaft, aus der er entkommen konnte. Zu Hause musste er feststellen, dass die jüdische Gemeinde seines Heimatortes ausgelöscht worden war und seine Eltern, seine Geschwister und viele seiner Freunde 1944 von der ungarischen Gendarmerie und dem Eichmann-Kommando ghettoisiert und deportiert worden waren und anschließend im Konzentrationslager Auschwitz-Birkenau ermordet wurden. Er legte in dem nunmehr wieder rumänischen Dej noch die Matura ab und ging dann über Ungarn und Österreich nach München, wo er als Displaced Person für das Joint Distribution Committee und die UNRRA arbeitete. 1948 konnte er in die USA auswandern, wo er seinen Namen in Randolph Louis Braham amerikanisierte.
In den USA studierte Braham am City College of New York, was er 1949 mit einem M.A. abschloss. 1952 wurde er an der New School for Social Research in Politikwissenschaft promoviert. 1953 war er Stipendiat des YIVO Institute for Jewish Research in New York und begann seine Forschungstätigkeit zum Holocaust in Ungarn. Er heiratete 1954 Elisabeth, eine chemische Verfahrenstechnikerin, sie haben zwei Söhne. Ab 1956 unterrichtete Braham Vergleichende Politikwissenschaft an der City University of New York. Er war Direktor des „Rosenthal Institute for Holocaust Studies at the Graduate Center of the City University of New York“.

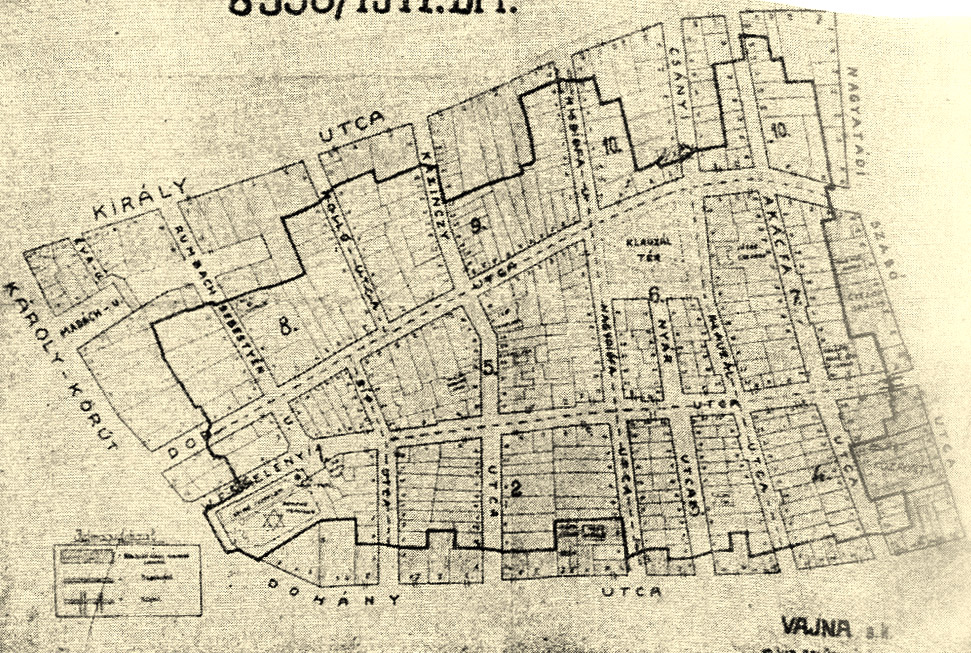
Plan des Budapester Ghetto (1944) in The Politics of Genocide

Braham arbeitete im wissenschaftlichen Beirat des 1978 eröffneten United States Holocaust Memorial Museum in Washington, D.C. und war auch Berater für das 1997 eröffnete Museum of Jewish Heritage in New York. Braham publizierte mehr als 60 Bücher und eine Vielzahl wissenschaftlicher Zeitschriftenbeiträge. Seine Studie The Politics of Genocide. The Holocaust in Hungary wurde erstmals im Jahr 1981 veröffentlicht.
Braham wurde mit verschiedenen Auszeichnungen geehrt, so 2004 mit dem Stern von Rumänien. Allerdings gab Braham im Jahr 2014 alle Auszeichnungen des ungarischen Staates zurück als Kritik an der Geschichtspolitik der rechtskonservativen Regierung Viktor Orbán, da diese „unter die Geschichtsfälscher“ gegangen sei, um den Anteil des Horthy-Regimes am Holocaust in Ungarn schönzureden. Unter den Orden waren der Ungarische Verdienstorden (2011), die Auszeichnung „Pro Cultura Hungarica“ (2001) und das ungarische Ehrenkreuz. Das 2004 eröffnete ungarische Dokumentationszentrum Holokauszt Emlékközpont hatte seine Bibliothek nach ihm benannt, auch zu dieser Ehrung machte Braham mit einem Protestbrief seine Zustimmung rückgängig.
Braham starb im November 2018 im Alter von 95 Jahren.

## Schriften (Auswahl)

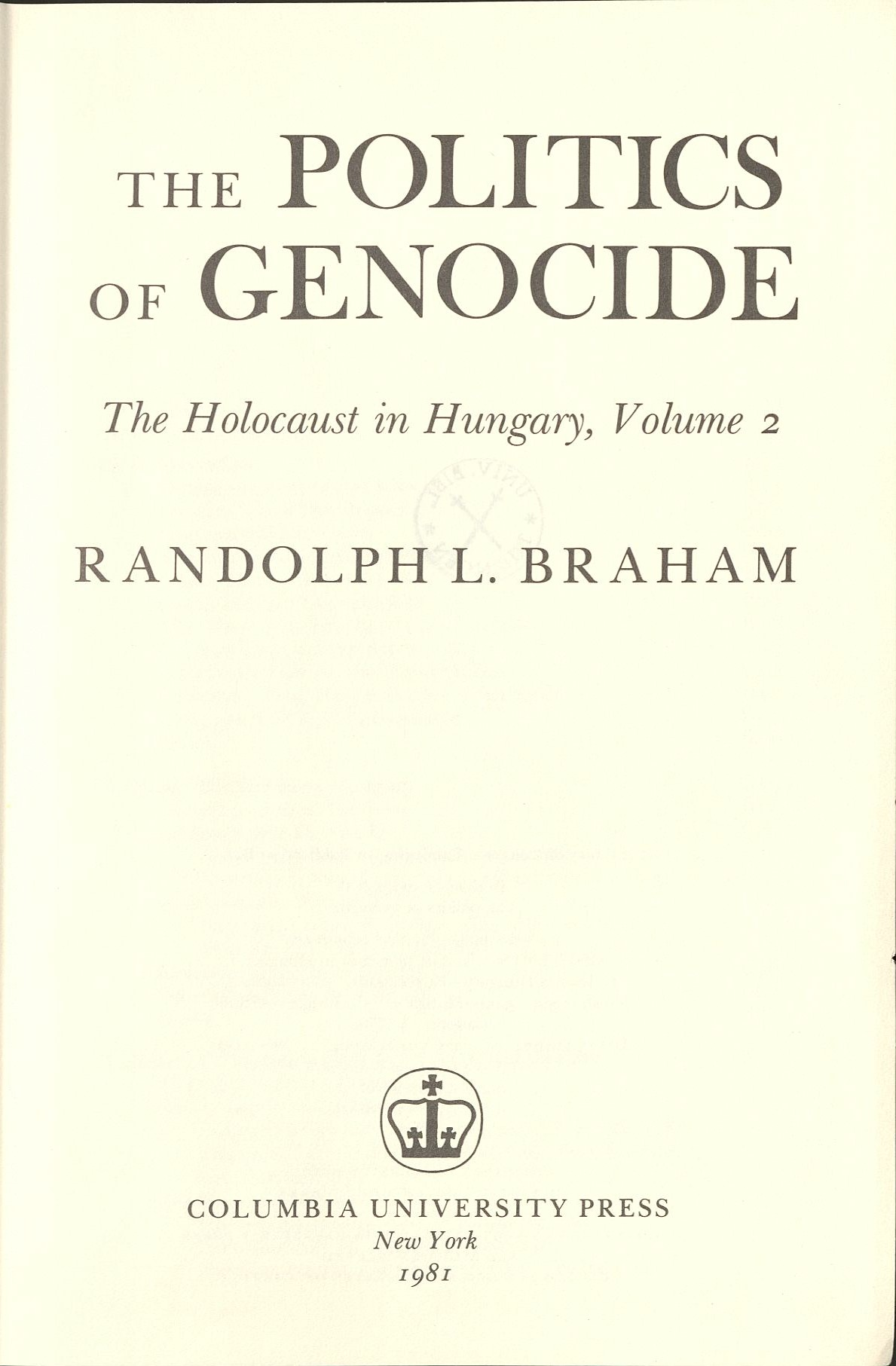
The Politics of Genocide: The Holocaust in Hungary (1981)

- The Hungarian Jewish Catastrophe: A Selected and Annotated Bibliography. YIVO Institute for Jewish Research, 1962
- The Destruction of Hungarian Jewry: A Documentary Account. New York: Pro Arte, 1963.
- The Holocaust in Hungary: An Historical Interpretation of the Role of the Hungarian Radical Right, in: Michael R. Marrus: The „Final Solution“ outside Germany, Band 2 (= The Nazi Holocaust: historical articles of the destruction of European Jews. Band 4). Meckler, Westport, CT 1989, ISBN 0-88736-258-3, OCLC 311127743 S. 564–589 (zuerst 1972 (englisch)).
- The Kamenets Podolsk and Délvidék Massacres: Prelude to the Holocaust in Hungary, in: Michael R. Marrus: The Nazi Holocaust: historical articles of the destruction of European Jews. Band 4). Meckler, Westport, CT 1989, ISBN 0-88736-258-3, OCLC 311127743 S. 540–563 (zuerst 1973 (englisch)).
- The Hungarian Labor Service System, 1939-1945. Columbia University Press, 1977.
- The Jewish Question in German-Hungarian Relations during the Kállay Era, in: Michael R. Marrus: (= The Nazi Holocaust: historical articles of the destruction of European Jews. Band 4). Meckler, Westport, CT 1989, ISBN 0-88736-258-3, OCLC 311127743 S. 590–615 (zuerst 1977 (englisch)).
- The Politics of Genocide: The Holocaust in Hungary. Revised and enlarged edition. Columbia University Press, 1994 (zuerst 1981)
- mit Attila Pók: The Holocaust in Hungary: Fifty Years Later. Columbia University Press, 1997
- The Holocaust in Hungary: A Selected and Annotated Bibliography, 1984–2000. Columbia University Press, 2001
- mit Julia Bock: The Holocaust in Hungary: A Selected and Annotated Bibliography, 2000-2007.
- Open letter of resignation from The Hungarian Order of Merit, bei: Hungarian Spectrum, 14. Januar 2014
- The Assault on the Historical Memory of the Holocaust, bei: Hungarian Spectrum, März 2014